# Liste der Baudenkmäler in Rötz

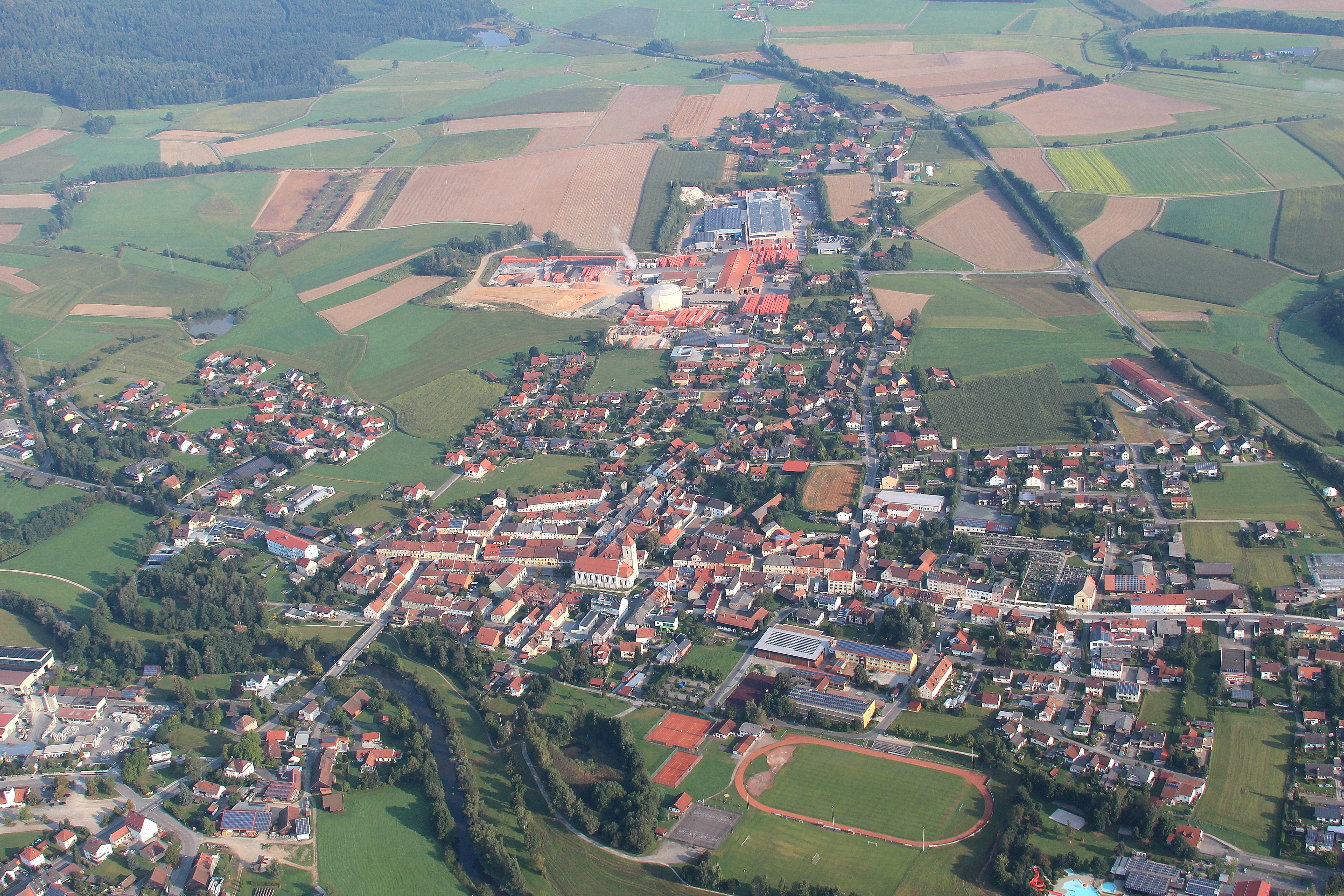
Rötz aus der Luft

Auf dieser Seite sind die Baudenkmäler in der Oberpfälzer Stadt Rötz zusammengestellt. Diese Tabelle ist eine Teilliste der Liste der Baudenkmäler in Bayern. Grundlage ist die Bayerische Denkmalliste, die auf Basis des Bayerischen Denkmalschutzgesetzes vom 1. Oktober 1973 erstmals erstellt wurde und seither durch das Bayerische Landesamt für Denkmalpflege geführt wird. Die folgenden Angaben ersetzen nicht die rechtsverbindliche Auskunft der Denkmalschutzbehörde.

## Ensembles

### Ensemble Altstadt Rötz

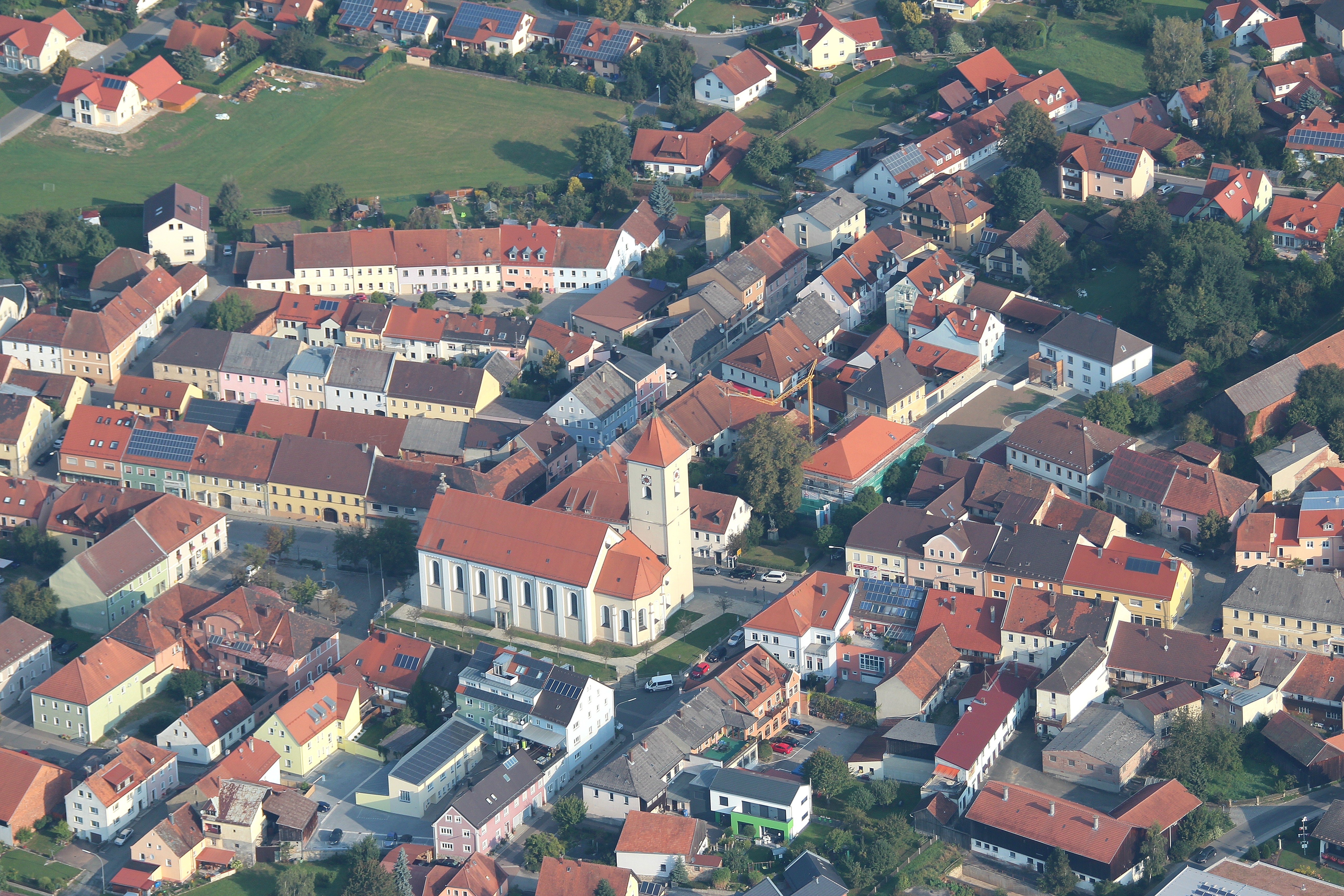

Den ovalen Grundriss des 1505 erstmals als Stadt genannten Ortes durchzieht in West-Ost-Richtung ein breiter gerader Straßenzug mit zweigeschossiger Traufseitbebauung. Das Regelmaß des Haustyps und der Straßengrundrisse wurde nach dem großen Stadtbrand von 1840 durchgesetzt: alle alten Gassen, Straßen und Plätze wurden beibehalten, aber rational durchformt, indem sie verbreitert, begradigt und möglichst im rechten Winkel gegeneinandergestoßen wurden. 
Die Erschließung der befestigten Anlage geschah im Westen durch das 1830 abgebrochene Hussentor und im Osten durch das 1820 abgebrochene Böhmertor. An der Südseite des Achsenkreuzes Hussenstraße-Böhmerstraße und Hadererstraße-Schergenstraße liegt der kleine rechteckige Marktplatz, der von der neugotischen, über einer Freitreppenanlage und Terrasse sich erhebenden Pfarrkirche beherrscht wird. Die Vorgängerkirche an der gleichen Stelle war allerdings durch vorgelegte Gebäude vom lauten Treiben des Marktplatzes und der Durchgangsstraße abgeschirmt. Zwischen dem Westgiebel der Kirche und dem Marktplatz stand ehemals das Rathaus. Die Freilegung der Kirche von ihrer mittelalterlichen Umbauung – wofür der Stadtbrand die Voraussetzung war – erscheint also hier als neuzeitliche Architekturidee. Bei den bürgerlichen Wohnhäusern handelt es sich um biedermeierliche Verputzbauten, einige mit großen Hofeinfahrten, manche von ihnen durch unsachgemäße Fenster-, Schaufenster- und Ladeneinbauten entstellt.
Aktennummer: E-3-72-154-1

## Baudenkmäler nach Ortsteilen

### Rötz
| Lage                                                                                | Objekt                                                                    | Beschreibung | Akten-Nr.     | Bild                                                                      |
| ----------------------------------------------------------------------------------- | ------------------------------------------------------------------------- | --- | ------------- | ------------------------------------------------------------------------- |
| Bodenhof (Standort)                                                                 | Wegkapelle, sogenannte Pottenhofer-Kapelle                                | Giebelständiger und abgewalmter Satteldachbau mit eingezogener Apsis und Rahmungen, Anfang 20. Jahrhundert | D-3-72-154-20 | BW                                                                        |
| Böhmerstraße 8 (Standort)                                                           | Gasthaus                                                                  | Dreigeschossiger und traufständiger Satteldachbau, mit Gesimsgliederung und Segmentbogenfenstern, nach 1840, später um ein Geschoss aufgestockt | D-3-72-154-1  | Gasthaus                                                                  |
| Böhmerstraße 18 (Standort)                                                          | Fürstenkasten, ehemaliges Lagerhaus, sogenannter Amts- und Getreidekasten | Viergeschossiger und traufständiger Satteldachbau mit Treppengiebeln und Gruppenfenstern, Granit und Tuffstein, neugotisch, nach 1840 | D-3-72-154-3  | Fürstenkasten, ehemaliges Lagerhaus, sogenannter Amts- und Getreidekasten |
| Böhmerstraße 24 (Standort)                                                          | Hausfigur hl. Jakobus                                                     | Holz, spätbarock, 18. Jahrhundert | D-3-72-154-4  | weitere Bilder                                                            |
| Böhmerstraße 37; Böhmerstraße 35 (Standort)                                         | Katholische Friedhofkirche St. Salvator zur Schmerzhaften Muttergottes    | Giebelständiger Saalbau mit eingezogenem Chor, abgewalmtem Satteldach, Dachreiter mit Zwiebelhaube und Putzrahmungen, spätbarock, 1750–54; Friedhofsummauerung, Bruchstein, Granit, 18./19. Jahrhundert | D-3-72-154-5  | weitere Bilder                                                            |
| Brückenstraße 4 (Standort)                                                          | Wohnhaus                                                                  | Zweigeschossiger und traufständiger Satteldachbau mit Vortreppe, Türgewände Granit, bezeichnet mit 1841 | D-3-72-154-7  | Wohnhaus                                                                  |
| Brückenstraße 21 (Standort)                                                         | Bildstock                                                                 | Ölbergdarstellung mit Inschrift auf Säule mit Kapitell, Granit, bezeichnet mit 1677; in der Hauswand eingemauert | D-3-72-154-9  | weitere Bilder                                                            |
| Hussenstraße 2 (Standort)                                                           | Wohnhaus und ehemaliges Gasthaus                                          | zweigeschossiger und traufständiger Massivbau mit Satteldach, segmentbogigen Fenstern und mittiger Durchfahrt zum Hof, nach 1840; Stallstadel als Hofabschluss, Satteldachbau, gleichzeitig | D-3-72-154-64 | BW                                                                        |
| Hussenstraße 17 (Standort)                                                          | Brauerei                                                                  | Zweigeschossiger Walmdachbau mit Rund- und Stichbogenöffnungen, 1842, über älteren Fundamenten; Wirtschaftsgebäude, dreiflügelige Anlage mit Halbwalmdächern und Turmbau, Bruchstein- und Ziegelmauerwerk, wohl 19. Jahrhundert, im Kern mittelalterlich; Über Grundfesten des ehemaligen Pflegschlosses, sogenanntes Burggut | D-3-72-154-10 | Brauerei                                                                  |
| Hussenstraße 19 (Standort)                                                          | Wohnhaus                                                                  | Zweigeschossiger Walmdachbau mit Eckerker und Putzgliederungen, wohl 1841 | D-3-72-154-11 | Wohnhaus                                                                  |
| Marktplatz 1 (Standort)                                                             | Stadtpfarrkirche St. Martin                                               | Traufständiger Saalbau mit Satteldach und eingezogenem Chor mit Walmdach, Chorflankenturm mit Zeltdach und Rahmengliederungen, Chor 15. Jahrhundert, Turm 1545–52, Langhaus 1848/49; mit Ausstattung; Doppelläufige Freitreppenanlage und Kirchenterrasse, Großquadermauerwerk, Mitte 19. Jahrhundert                         | D-3-72-154-15 | weitere Bilder                                                            |
| Marktplatz 3 (Standort)                                                             | Gasthof Thamerbräu                                                        | Zweigeschossiger Walmdachbau mit Zwerchhaus und Pilastergliederung, neubarock, um 1900 | D-3-72-154-16 | weitere Bilder                                                            |
| Marktplatz 6 (Standort)                                                             | Wohnhaus und ehem. Gasthaus                                               | zweigeschossiger und traufständiger Massivbau mit Satteldach, rundbogigen Fenstern im Erdgeschoss und Durchfahrt zum Hof, nach 1840; Stallstadel als Hofabschluss, Satteldachbau, gleichzeitig | D-3-72-154-78 | BW                                                                        |
| Nähe Eglshöfer Weg (Standort)                                                       | Wegkapelle, sogenannte Ferslkapelle                                       | Traufständiger Satteldachbau, 19. Jahrhundert | D-3-72-154-6  | weitere Bilder                                                            |
| Nähe Rathausstraße (Standort)                                                       | Kriegerdenkmal                                                            | Ornamentierter Steinsockel mit Figur eines Kriegers, Bronzeguss, bezeichnet mit 1905 | D-3-72-154-19 | weitere Bilder                                                            |
| Nähe Winklarner Straße (Standort)                                                   | Wegkapelle, sogenannte Schergenkapelle                                    | Neubau, mit Ausstattung aus dem 18. Jahrhundert | D-3-72-154-23 | BW                                                                        |
| Nähe Ziegeleistraße, in der Gartenmauer an der Abzweigung Ziegeleistraße (Standort) | Steinkreuz                                                                | Lateinische Form mit verbreitertem Fuß, ein Arm abgeschlagen, Granit, mittelalterlich; in der Gartenmauer an der Abzweigung Ziegeleistraße | D-3-72-154-24 | BW                                                                        |
| Pfarrstraße 8 (Standort)                                                            | Ehemaliges Ackerbürgerhaus und Sattlerei                                  | Zweigeschossiger Walmdachbau in Ecklage, mit stichbogiger Tor- und Hofeinfahrt, Mitte 19. Jahrhundert | D-3-72-154-47 | Ehemaliges Ackerbürgerhaus und Sattlerei                                  |
| Pfarrstraße 10 (Standort)                                                           | Ehemaliges Ackerbürgerhaus und Schlosserei                                | Zweigeschossiger und verputzter Traufseitbau mit Satteldach und Einfahrtstor, Ziegel und Bruchstein, nach 1840 | D-3-72-154-17 | Ehemaliges Ackerbürgerhaus und Schlosserei                                |
| Rathausstraße 1 (Standort)                                                          | Rathaus, ehemaliges Schulhaus                                             | Zweigeschossiger Walmdachbau mit Segmentbogenfenstern und Werksteinrahmungen in Granit, neugotisch, um 1860 | D-3-72-154-18 | weitere Bilder                                                            |
| Wasserstraße 4 (Standort)                                                           | Wohnhaus                                                                  | Zweigeschossiger Walmdachbau mit Rund- und Segmentbogenfenstern sowie Vortreppe, Rundbogenstil, Mitte 19. Jahrhundert | D-3-72-154-22 | weitere Bilder                                                            |
| Xaver-Winklmann-Straße (Standort)                                                   | Wegkapelle, sogenannte Ledererkapelle                                     | Traufständiger Bau mit eingezogener Apsis und abgewalmtem Satteldach, 19./20. Jahrhundert; mit Ausstattung | D-3-72-154-12 | weitere Bilder                                                            |

### Bernried
| Lage                   | Objekt                                    | Beschreibung | Akten-Nr.     | Bild |
| ---------------------- | ----------------------------------------- | --- | ------------- | ---- |
| In Bernried (Standort) | Katholische Kirche St. Maria und Wendelin | Giebelständiger Saalbau mit eingezogenem Chor, abgewalmtem Satteldach und Chorflankenturm mit Zwiebelhaube, neubarock, 1922/23; mit Ausstattung | D-3-72-154-26 | BW   |

### Diepoltsried
| Lage                           | Objekt  | Beschreibung | Akten-Nr.     | Bild |
| ------------------------------ | ------- | --- | ------------- | ---- |
| Güttenberger Bügerl (Standort) | Kapelle | Giebelständiger und abgewalmter Satteldachbau mit halbrunder eingezogener Apsis und Dachreiter, bezeichnet mit 1902; mit Ausstattung | D-3-72-154-27 | BW   |

### Grub
| Lage              | Objekt     | Beschreibung                                                                                          | Akten-Nr.     | Bild           |
| ----------------- | ---------- | --- | ------------- | -------------- |
| Grub 4 (Standort) | Hofkapelle | Abgewalmter Satteldachbau mit vorschießendem Dach und hölzernem Glockenturm, 1907/08; mit Ausstattung | D-3-72-154-29 | weitere Bilder |

### Heinrichskirchen
| Lage                           | Objekt                               | Beschreibung | Akten-Nr.     | Bild           |
| ------------------------------ | ------------------------------------ | --- | ------------- | -------------- |
| Auf dem Ahorn (Standort)       | Wegkapelle                           | Giebelständiger und abgewalmter Satteldachbau, um 1900 | D-3-72-154-32 | weitere Bilder |
| Heinrichskirchen 32 (Standort) | Katholische Pfarrkirche St. Nikolaus | Saalbau mit eingezogenem Chor, abgewalmtem Satteldach und Chorflankenturm mit Spitzdach, spätes 18. Jahrhundert, Turm um 1894/95; mit Ausstattung. Das Langhausdeckenfresko Predigt und Glorie des Nikolaus sowie das Fresko im Chor Trinität und Evangelisten, aber auch das Hochaltarbild Hl. Nikolaus sind von Josef Wittmann, Maler des Neubarock, gemalt in 1927 | D-3-72-154-30 | weitere Bilder |
| In Heinrichskirchen (Standort) | Friedhofskapelle                     | Halbrund schließender und abgewalmter Satteldachbau, neugotisch, 2. Hälfte 19. Jahrhundert, mit Ausstattung | D-3-72-154-31 | weitere Bilder |

### Hetzmannsdorf
| Lage                        | Objekt       | Beschreibung                                                                     | Akten-Nr.     | Bild |
| --------------------------- | ------------ | -------------------------------------------------------------------------------- | ------------- | ---- |
| Hetzmannsdorf 2 (Standort)  | Hofkapelle   | Giebelständiger Satteldachbau, 1. Hälfte 20. Jahrhundert; mit Ausstattung        | D-3-72-154-33 | BW   |
| Hetzmannsdorf 11 (Standort) | Schauerkreuz | Dreinageltypus mit Muttergottes, Holz, 19. Jahrhundert                           | D-3-72-154-35 | BW   |
| In Hetzmannsdorf (Standort) | Dorfkapelle  | Giebelständiger und abgewalmter Satteldachbau, Neurokoko, Anfang 20. Jahrhundert | D-3-72-154-36 | BW   |

### Hillstett
| Lage                            | Objekt                                                               | Beschreibung | Akten-Nr.     | Bild           |
| ------------------------------- | -------------------------------------------------------------------- | --- | ------------- | -------------- |
| Hillstett 41, 47, 52 (Standort) | Oberpfälzisches Handwerksmuseum mit wiederaufgebautem Seebarn-Hammer | Eingeschossiger Halbwalmdachbau, mit Walmdachanbau, Ständerkonstruktion, teilweise massiv, frühes 19. Jahrhundert; mit Ausstattung; Reichsbahnlokomotive, 1934; Waldlerhaus, sogenanntes Salzfriedl-Haus, eingeschossiger Blockbau mit Flachsatteldach und Giebelschrot, 18. Jahrhundert und 1831, 1968 aus Hetzmannsdorf bei Rötz transferiert, 1977/78 Wiederaufbau | D-3-72-154-37 | weitere Bilder |

### Katzelsried
| Lage                     | Objekt       | Beschreibung                                                                    | Akten-Nr.     | Bild |
| ------------------------ | ------------ | ------------------------------------------------------------------------------- | ------------- | ---- |
| Katzelsried 4 (Standort) | Schauerkreuz | Dreinageltypus mit Schmerzhafter Muttergottes, Holz, neubarock, 19. Jahrhundert | D-3-72-154-38 | BW   |

### Pillmersried
| Lage                       | Objekt                                         | Beschreibung | Akten-Nr.     | Bild           |
| -------------------------- | ---------------------------------------------- | --- | ------------- | -------------- |
| Pillmersried 27 (Standort) | Katholische Nebenkirche St. Antonius von Padua | Traufständiger und polygonal schließender Saalbau mit (Krüppel-)Walmdach, Giebeldachreiter mit Zwiebelhaube und Rahmengliederungen, barock, 1692, Umbau 2. Hälfte 18. Jahrhundert; mit Ausstattung | D-3-72-154-39 | weitere Bilder |

### Schellhof
| Lage                   | Objekt                  | Beschreibung | Akten-Nr.     | Bild           |
| ---------------------- | ----------------------- | --- | ------------- | -------------- |
| Schellhof 1 (Standort) | Dreiseithof             | Zweigeschossiger und traufständiger Wohnstallbau mit Halbwalmdach, bezeichnet mit 1751 (Obergeschoss Neubau); Remise, teilweise Ständerkonstruktion mit Walmdach, wohl 19. Jahrhundert; Hofkapelle, halbrund schließender und abgewalmter Satteldachbau mit Holzvorbau auf geschnitzten Säulen, 1906; mit Ausstattung | D-3-72-154-42 | BW             |
| Schloßberg (Standort)  | Burgruine Schwarzenburg | Anlage des 12. Jahrhunderts über dem Gelände angepasstem, annähernd rechteckigem Grundriss, 1634 zerstört; Bergfried, Bruchsteinmauerwerk mit Eckquadern, Oberbau 1897–1902 erneuert; Reste des Wohngebäudes mit Kapelle, Bruchstein- und Quadermauerwerk und Teile des Oberen und Unteren Burghofes; Nördlicher Batterieturm und Bastionen an der West- und Südostseite, Bruch- und Haustein, 1439 ff. und 1504/05; Westlicher Flankenturm, Bruchsteinmauerwerk, 1439 ff.; Bering mit Resten des äußeren Tores und innerem Tor mit Halbrundturm des 15. Jahrhunderts, Bruchsteinmauerwerk | D-3-72-154-25 | weitere Bilder |

### Trobelsdorf
| Lage                      | Objekt  | Beschreibung | Akten-Nr.     | Bild    |
| ------------------------- | ------- | --- | ------------- | ------- |
| In Trobelsdorf (Standort) | Kapelle | Polygonal schließender und abgewalmter Satteldachbau mit Vorplatz und Dachreiter mit Zwiebelhaube, Neurokoko, 1920/27; mit Ausstattung | D-3-72-154-43 | Kapelle |

### Voitsried
| Lage                    | Objekt             | Beschreibung | Akten-Nr.     | Bild |
| ----------------------- | ------------------ | --- | ------------- | ---- |
| In Voitsried (Standort) | Schauerkreuz       | Dreinageltypus mit Schmerzhafter Muttergottes, Holz, 18./19. Jahrhundert; an der Scheune                                          | D-3-72-154-46 | BW   |
| Voitsried 7 (Standort)  | Hofkapelle         | Polygonal schließender und abgewalmter Satteldachbau mit Firstkreuz und Rahmengliederungen, Ende 19. Jahrhundert, mit Ausstattung | D-3-72-154-44 | BW   |
| Voitsried 9 (Standort)  | Arma-Christi-Kreuz | Holz, wohl 19. Jahrhundert | D-3-72-154-45 | BW   |

## Ehemalige Baudenkmäler
In diesem Abschnitt sind Objekte aufgeführt, die früher einmal in der Denkmalliste eingetragen waren, jetzt aber nicht mehr. Objekte, die in anderem Zusammenhang also z. B. als Teil eines Baudenkmals weiter eingetragen sind, sollen hier nicht aufgeführt werden. Aktennummern in diesem Abschnitt sind ehemalige, jetzt nicht mehr gültige Aktennummern.

| Lage                                      | Objekt                     | Beschreibung                                                                             | Akten-Nr.     | Bild |
| ----------------------------------------- | -------------------------- | ---------------------------------------------------------------------------------------- | ------------- | ---- |
| Hetzmannsdorf in Hetzmannsdorf (Standort) | Zugehöriger Getreidekasten | Giebelständiger und geständerter Blockbau mit Flachsatteldach, 1. Hälfte 19. Jahrhundert | D-3-72-154-34 | BW   |